# Крушение в Хабаровске
Крушение в Хабаровске — Железнодорожная катастрофа, произошедшая 26 октября 1998 года в Хабаровске, когда на железнодорожном переезде в автобус Ikarus 280 на скорости 80 км/ч врезались 5 неуправляемых вагонов-хопперов, в крушении погибли 24 человека, пострадали более 20.

## Хронология событий
Днём 26 октября 1998 года в 14 часов на завод ЖБИ «Дальспецстрой» маневровым тепловозом ЧМЭ3 по однопутному участку пригнали 5 хопперов, гружённых щебнем и на самом заводе началась разгрузка данных вагонов, но до конца смены рабочие успели разгрузить лишь 1 вагон и в конце смены рабочие закрепили данные вагоны 1 тормозным башмаком, хотя вагоны стояли на уклоне 5 тысячных, 1 тормозного башмака было недостаточно. Перед отцепкой маневрового тепловоза ЧМЭ3 все 5 вагонов были заторможены пневматическими тормозами от тепловоза, после чего маневровый тепловоз ЧМЭ3 был отцеплен. Далее в 18:30 из центра Хабаровска отправился автобус Ikarus 280 по 7 маршруту и он был переполненный, так как был час пик, в 18:50 у всех 5 вагонов иссякла тормозная система и вагоны начали катиться в сторону переезда, так как одного тормозного башмака физически не хватало, чтобы удержать данные вагоны на уклоне 5 тысячных. На пути данных вагонов должен был быть сбрасывающий остряк, но по неизвестным причинам, руководство данного завода ЖБИ «Дальпецстрой» убрало данный сбрасывающий остряк и поэтому вагоны не остановились и продолжили катиться. В 18:53 автобус Ikarus 280 приближался к переезду и к тому моменту, вагоны тоже уже приблизились к данному переезду, в 18:54 автобус Ikarus 280 въехал на данный переезд, но в связи с тем, что данный переезд не освещался, водитель автобуса не увидел, что на него со скоростью 80 км/ч катятся неуправляемые вагоны и 18:55 неуправляемые хопперы на той же скорости 80 км/ч врезались в Ikarus 280, от удара Ikarus разрывает на две части, первая часть вместе с вагонами улетает дальше, пока все 5 вагонов не сошли с рельс, а вторая часть осталась на переезде. В крушении погибли 24 человека, пострадали около 20.

## Последующие события
Возле переезда, на котором произошло крушение установлен памятник жертвам, виновными были признаны рабочие и руководство завода ЖБИ "Дальспецстрой".